# Гахраманов, Фариз Чобан оглы
Фариз Чобан оглы Гахраманов (азерб. Fariz Çoban oğlu Qəhrəmanov; род. 29 марта 1974) — военнослужащий Вооружённых сил Республики Азербайджан, Национальный Герой Азербайджана (1995).

## Биография
Родился Фариз Гахраманов 29 марта 1974 года в селе Хасли, Бардинского района, Азербайджанской ССР. Здесь же он поступил на обучение в сельскую среднюю школу. В 1991 году завершил обучение в средней школе. В том же году он подал документы на поступление в высшее учебное заведение, но не прошёл конкурс. Продолжил своё образование в технико-профессиональной школе № 47 в Бардинском районе.
В июне 1992 года был призван в Национальную армию Азербайджана, начал службу в воинской части № 776. В составе воинской части был участником тяжёлых боёв в Агдамском, Агдеринском, Физулинском, Кельбаджарском и Тертерском районах. В январе 1994 года во время обороны Агдере был тяжело ранен. Некоторое время лечился в военном госпитале. После излечения снова вернулся в места боевых действий.
В марте 1995 года в Азербайджане вспыхнул антиправительственный вооружённый мятеж. 13 марта 1995 года подразделение, в котором служил Фариз, чтобы предотвратить попытку переворота, было направлено к месту противостояний. Принимал участие в подавлении и нейтрализации незаконных формирований, бывших членов отряда полиции особого назначения, действующих с целью Государственного переворота в Азербайджанской Республики. Был отмечен высокой государственной наградой.
В дальнейшем, с июня 1995 года по декабрь 1996 года, проходил обучение в школе жандармерии и коммандос в Турецкой республике. В 1997 году продолжил образование в Азербайджанском техническом университете, получил специальность менеджера в машиностроительной промышленности. В 1999 году снова подал документы в высшее общевойсковое командное училище и окончил там полный курс по специальности командир мотострелковых войск.
Продолжает службу в Национальной армии Азербайджана.

## Память
Указом Президента Азербайджанской Республики № 307 от 4 апреля 1995 года Гахраманову Фаризу Чобан оглы за мужество, проявленное во время событий в марте 1995 года было присвоено звание Национального Героя Азербайджана.